# Sarah Sanders (actrice)
Pour les articles homonymes, voir Sanders.
Ne doit pas être confondu avec Sarah Sanders (porte-parole).
Sarah Sanders est une actrice française.
Comédienne de théâtre (William Ier, 1984) et de télévision (Paul et Virginie, Les Témoins, La Croisière jaune, Nana, 1980), elle est également coach vocal de l'émission La Nouvelle Star. Elle a travaillé notamment avec l'actrice et chanteuse Valérie Mischler.

## Théâtre

### Comédienne
- 1962 : Andromaque de Racine, mise en scène Jean-Louis Barrault, Théâtre de l'Odéon
- 1984 : William Ier de Jean-François Prévand et Sarah Sanders, mise en scène Jean-François Prévand, Théâtre La Bruyère
- 1993 : Les Acrobates de Tom Stoppard, mise en scène Jean-François Prévand, Théâtre Tristan-Bernard
- 1996 : Camus, Sartre... et Les Autres de et mise en scène Jean-François Prévand, Théâtre de l'Œuvre

### Metteur en scène
- Molière mort ou vif de Jean-François Prévand, Théâtre de la Plaine
- 2006 : L'Échange de Paul Claudel, L'Artchipel

## Télévision
- 1972 : La cloche tibétaine épisode "L'escadron d'or" – Karina Blake.
- 1974 : Paul et Virginie – Marguerite.